# Daniel Miguélez Martínez
Daniel Miguélez Martínez (Cádiz, España, 23 de abril de 1985) es un exfutbolista español. Jugaba de portero y actualmente está retirado.

## Clubes
| Club                   | País   | Año        |
| ---------------------- | ------ | ---------- |
| Cádiz CF "B"           | España | 2003-2007  |
| Granada CF (cedido)    | España | 2007-2008  |
| Cádiz CF               | España | 2008-2011  |
| Poli Ejido             | España | 2011- 2011 |
| Andorra Club de Fútbol | España | 2011- 2012 |
| Balzan Youths FC       | Malta  | 2012-      |